# Église Saint-Jean-Baptiste de Cendrieux
Pour les articles homonymes, voir Église Saint-Jean-Baptiste.
L'église Saint-Jean-Baptiste est une église catholique située à Cendrieux, en France.
Cet édifice roman fait l'objet d'une protection au titre des monuments historiques.

## Localisation
L'église Saint-Jean-Baptiste est située au sud du département de la Dordogne, dans le village de Cendrieux, commune de Val de Louyre et Caudeau.

## Historique
D'après l'abbé Alcide Carles, l'église est dédiée à la Décollation de saint Jean le Baptiste. L'ancienne église paroissiale de Saint-Georges a disparu. L'église Saint-Jean-Baptiste appartenait aux chevaliers de Saint-Jean et se trouvait dans l'enclos du château
.

## Protection
Elle est inscrite au titre des monuments historiques le 17 juin 1925 pour la partie romane de son chœur.